# Schutzmantelmadonna (Mortuarium Eichstätt)

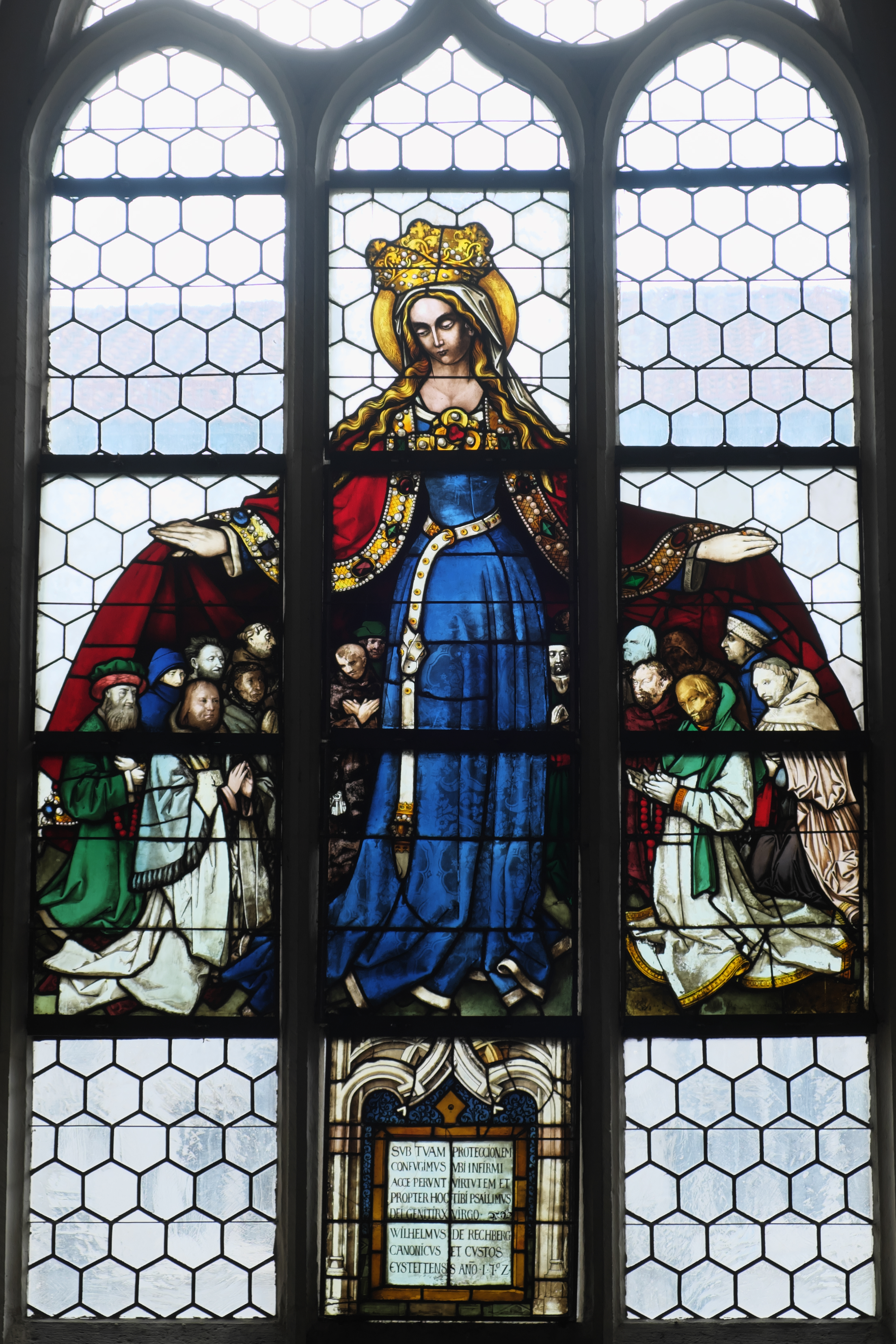
Fenster mit der Schutzmantelmadonna im Mortuarium des Eichstätter Doms

Das Glasgemälde der Schutzmantelmadonna im Mortuarium des Doms in Eichstätt, einer Stadt in Oberbayern, wurde 1502 nach einer Vorlage von Hans Holbein dem Älteren in Augsburg geschaffen. Der Maler und Glasmaler Gumpolt Giltlinger der Ältere (* 1455 wohl in Augsburg; † 1522 in Augsburg) war vermutlich der ausführende Künstler.

## Beschreibung
Das spitzbogige Bleiglasfenster, 3,80 Meter hoch und 1,95 Meter breit, mit drei Bahnen, vier Zeilen, Kopfscheiben und spätgotischem Maßwerkabschluss hat insgesamt 16 Rechteckfelder, drei Kopfscheiben, drei Maßwerkformen und zwei Zwickel. Im Zentrum der untersten Zeile ist der Rest einer Sockelzone mit Stifterinschrift vorhanden. Die Darstellung der Schutzmantelmadonna darüber übergreift drei Bahnen und drei Zeilen und ist eingebettet in eine farblose Wabenverglasung des 18. Jahrhunderts, die zum Teil erneuert wurde. 
Auf der Tafel ganz unten steht in Versalien die Stifterinschrift des Kanonikers Wilhelm von Rechberg mit den Anfangszeilen eines der ältesten Mariengebete: „SVB TVAM PROTECCIONEM CONFVGIMVS VBI INFIRMI ACCE PERVNT VIRTVTEM ET PROPTER HOC TIBI PSALLIMVS DEI GENITIRX VIRGO ■ WILHELMVS DE RECHBERG CANONICVS ET CVSTOS EYSTETTENSIS AN(N)O 1502“.
Der Stifter Wilhelm von Rechberg († 3. Oktober 1503) ist im Jahr 1464 erstmals als Domherr in Eichstätt nachgewiesen, im gleichen Jahr war er auch
Kanoniker des Klosters Ellwangen und von 1485 bis 1491 auch Domherr in Augsburg.
Auf dem Ärmelsaum auf dem rechts knienden Adoranten im weißen Habit steht in Versalien die Signatur: HOLBON mit seitenverkehrtem N; auf dem Kragensaum derselben Figur sind die letzten beiden Buchstaben der Signatur wiederholt: ON.

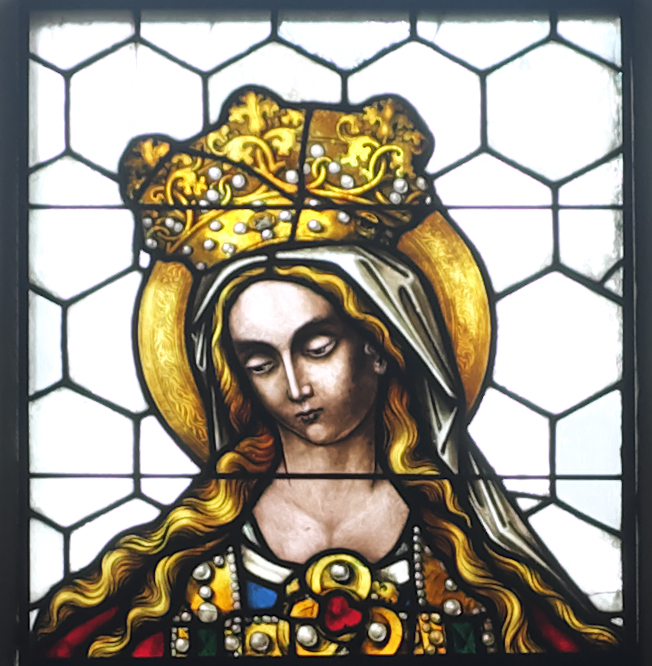
Madonna mit Krone
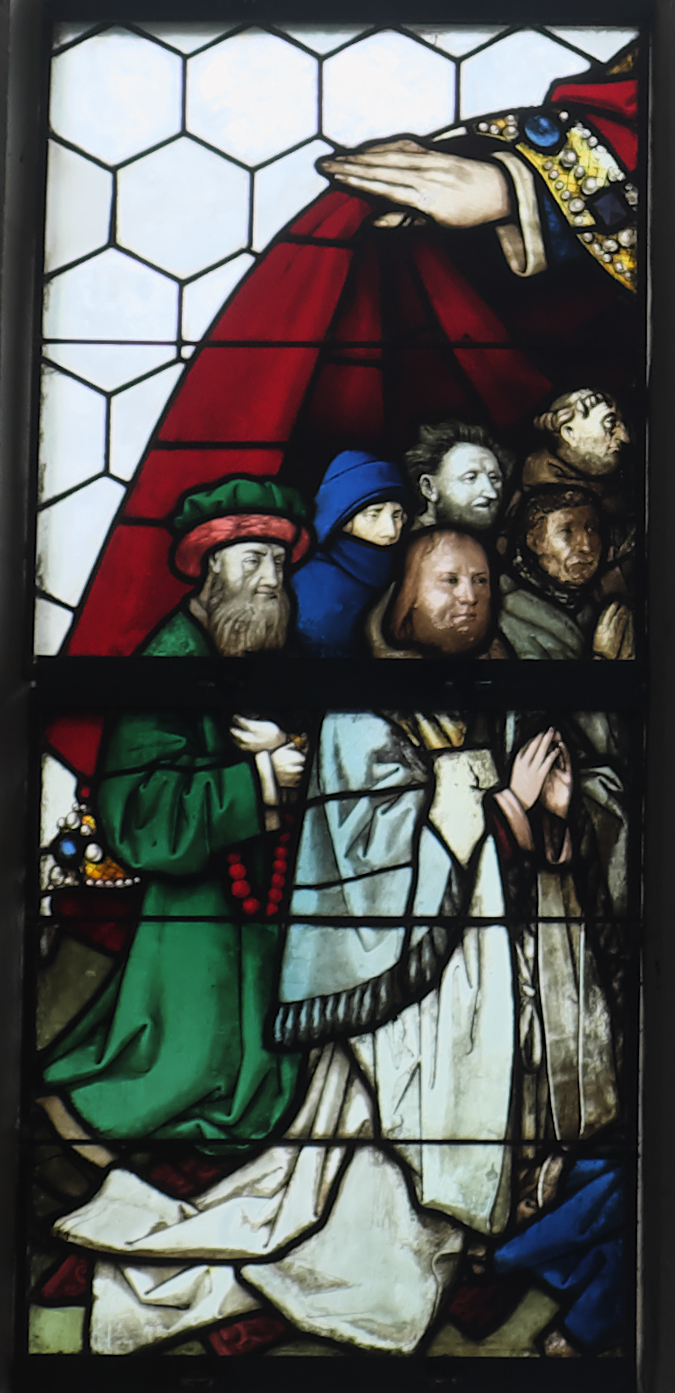
Sechs Beschützte
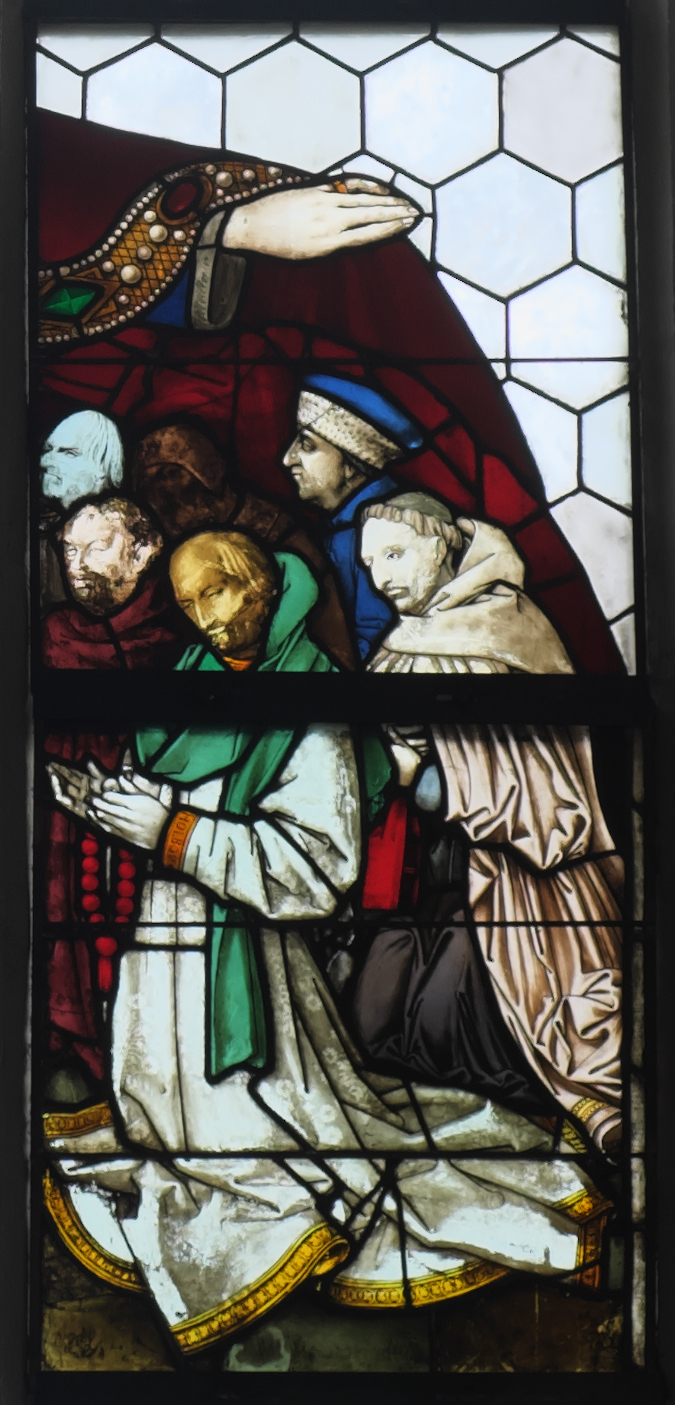
Sechs Beschützte
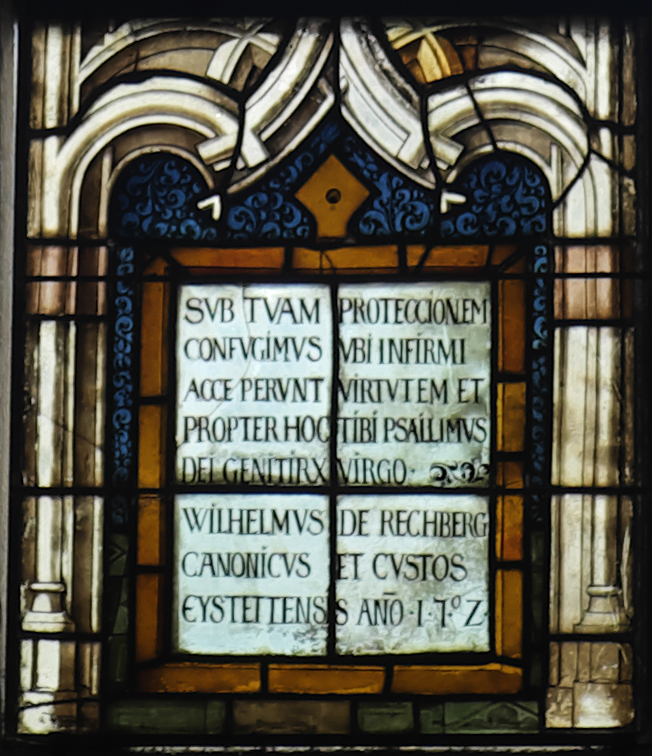
Inschriftentafel